# Élections législatives de 2012 dans les Côtes-d'Armor
Les élections législatives françaises de 2012 se déroulent les 10 et 17 juin 2012. Dans le département des Côtes-d'Armor, non concerné par le redécoupage électoral, cinq députés sont à élire dans le cadre de cinq circonscriptions. 

## Élus
|   | Circonscription | Député sortant    |  | Parti | Député élu ou réélu |  | Parti |
| - | --------------- | ----------------- |  | ----- | ------------------- |  | ----- |
| = | 1re             | Danielle Bousquet |  | PS    | Michel Lesage       |  | PS    |
| = | 2e              | Jean Gaubert      |  | PS    | Viviane Le Dissez   |  | PS    |
| = | 3e              | Marc Le Fur       |  | UMP   | Marc Le Fur         |  | UMP   |
| = | 4e              | Marie-Renée Oget  |  | PS    | Annie Le Houérou    |  | DVG   |
| = | 5e              | Corinne Erhel     |  | PS    | Corinne Erhel       |  | PS    |

## Résultats

### Analyse
Le rapport politique dans le département n'évolue pas par rapport à la précédente législature, le Parti socialiste conservant ses quatre circonscriptions sur cinq. Une députée divers gauche (ex-PS) est élue face au candidat Europe Écologie (soutenu pas le PS en raison de l'accord électoral national).
Au cours de cette élection, trois députés sortants ne se représentaient pas : 
- Danielle Bousquet (PS, 1re circonscription), son ancien suppléant Michel Lesage est élu député;
- Jean Gaubert (PS, 2e circonscription), son ancienne suppléante Viviane Le Dissez est élue députée
- Marie-Renée Oget (PS, 4e circonscription), elle soutient la candidature dissidente  du maire de Guingamp[2], Annie Le Houérou, qui est élue députée.

Les deux autres députés sortants, Corinne Erhel (PS) et Marc Le Fur (UMP) sont réélus dans leurs circonscriptions respectives. La circonscription de Marc Le Fur avait pourtant majoritairement voté pour la candidature de François Hollande à l'élection présidentielle.

### Résultats à l'échelle du département
| Parti          | Parti                              | Premier tour | Premier tour | Second tour | Second tour | Sièges |
| Parti          | Parti                              | Voix         | %            | Voix        | %           | Sièges |
| -------------- | ---------------------------------- | ------------ | ------------ | ----------- | ----------- | ------ |
|                | Parti socialiste                   | 101 545      | 35,56        | 133 872     | 48,21       | 3      |
|                | Divers gauche dont MRC             | 16 312       | 5,71         | 32 487      | 11,70       | 1      |
|                | Europe Écologie Les Verts          | 14 519       | 5,08         |             |             | 0      |
|                | Majorité présidentielle            | 132 376      | 46,36        | 166 359     | 59,90       | 4      |
|                |                                    |              |              |             |             |        |
|                | Union pour un mouvement populaire  | 82 895       | 29,03        | 111 348     | 40,10       | 1      |
|                | Alliance centriste                 | 4 383        | 1,54         |             |             | 0      |
|                | Nouveau centre                     | 921          | 0,32         | 0           |             |        |
|                | Divers droite dont DLR et PCD      | 502          | 0,18         | 0           |             |        |
|                | Droite parlementaire               | 88 701       | 31,06        | 111 348     | 40,10       | 1      |
|                |                                    |              |              |             |             |        |
|                | Front de gauche                    | 23 601       | 8,27         |             |             | 0      |
|                | Front national                     | 23 133       | 8,10         | 0           |             |        |
|                | Régionaliste                       | 5 806        | 2,03         | 0           |             |        |
|                | Mouvement démocrate                | 5 371        | 1,88         | 0           |             |        |
|                | Extrême gauche dont LO, NPA et POI | 5 209        | 1,82         | 0           |             |        |
|                | Divers écologiste dont LT-LNÉ      | 1 091        | 0,38         | 0           |             |        |
|                | Divers                             | 246          | 0,09         | 0           |             |        |
|                |                                    |              |              |             |             |        |
| Inscrits       | Inscrits                           | 451 235      | 100,00       | 451 142     | 100,00      | 5      |
| Abstentions    | Abstentions                        | 160 888      | 35,66        | 164 110     | 36,38       |        |
| Votants        | Votants                            | 290 347      | 64,34        | 287 032     | 63,62       |        |
| Blancs et nuls | Blancs et nuls                     | 4 813        | 1,66         | 9 325       | 3,25        |        |
| Exprimés       | Exprimés                           | 285 534      | 98,34        | 277 707     | 96,75       |        |

### Résultats par circonscription

#### Première circonscription (Saint-Brieuc)
| Candidat       | Candidat               | Parti          | Premier tour | Premier tour | Second tour | Second tour |  |
| Candidat       | Candidat               | Parti          | Voix         | %            | Voix        | %           |  |
| -------------- | ---------------------- | -------------- | ------------ | ------------ | ----------- | ----------- |  |
|                | Michel Lesage élu      | PS             | 24 922       | 46,69        | 33 417      | 65,86       |  |
|                | Sylvie Grondin         | UMP            | 13 434       | 25,17        | 17 321      | 34,14       |  |
|                | Jean-François Philippe | FG (PCF)       | 5 043        | 9,44         |             |             |  |
|                | Céline Lelaumier       | RBM (FN)       | 4 599        | 8,62         |             |             |  |
|                | Thierry Stiefvater     | UDB            | 3 024        | 5,66         |             |             |  |
|                | Samuel Burlot          | NPA            | 767          | 1,44         |             |             |  |
|                | Yamina El Harouat      | NC             | 647          | 1,21         |             |             |  |
|                | Alain Le Fol           | LO             | 444          | 0,83         |             |             |  |
|                | Hervé Denis            | POI            | 259          | 0,49         |             |             |  |
|                | Julien Petit           | S&P            | 246          | 0,46         |             |             |  |
|                |                        |                |              |              |             |             |  |
| Inscrits       | Inscrits               | Inscrits       | 89 082       | 100,00       | 89 033      | 100,00      |  |
| Abstentions    | Abstentions            | Abstentions    | 34 656       | 38,9         | 36 291      | 40,76       |  |
| Votants        | Votants                | Votants        | 54 426       | 61,1         | 52 742      | 59,24       |  |
| Blancs et nuls | Blancs et nuls         | Blancs et nuls | 1 041        | 1,91         | 2 004       | 3,8         |  |
| Exprimés       | Exprimés               | Exprimés       | 53 385       | 98,09        | 50 738      | 96,2        |  |

#### Deuxième circonscription (Dinan)
| Candidat       | Candidat               | Parti              | Premier tour | Premier tour | Second tour | Second tour |  |
| Candidat       | Candidat               | Parti              | Voix         | %            | Voix        | %           |  |
| -------------- | ---------------------- | ------------------ | ------------ | ------------ | ----------- | ----------- |  |
|                | Viviane Le Dissez élue | PS                 | 25 090       | 42,43        | 33 812      | 57,96       |  |
|                | Michel Vaspart         | UMP                | 16 355       | 27,66        | 24 523      | 42,04       |  |
|                | Gérard de Mellon       | RBM (FN)           | 5 471        | 9,25         |             |             |  |
|                | Didier Lechien         | AC                 | 4 383        | 7,41         |             |             |  |
|                | Didier Giffrain        | FG (Divers gauche) | 2 813        | 4,76         |             |             |  |
|                | Michel Forget          | EÉLV               | 2 375        | 4,02         |             |             |  |
|                | Yves Pelle             | PB                 | 701          | 1,19         |             |             |  |
|                | Nadia Chikh            | LT-LNÉ             | 600          | 1,01         |             |             |  |
|                | Julien Roger           | NPA                | 506          | 0,86         |             |             |  |
|                | Alexandra Leroy        | LO                 | 318          | 0,54         |             |             |  |
|                | Drifa Belarbi          | NC                 | 274          | 0,46         |             |             |  |
|                | Christophe Ollivier    | POI                | 245          | 0,41         |             |             |  |
|                |                        |                    |              |              |             |             |  |
| Inscrits       | Inscrits               | Inscrits           | 93 788       | 100,00       | 93 778      | 100,00      |  |
| Abstentions    | Abstentions            | Abstentions        | 33 547       | 35,77        | 33 624      | 35,85       |  |
| Votants        | Votants                | Votants            | 60 241       | 64,23        | 60 154      | 64,15       |  |
| Blancs et nuls | Blancs et nuls         | Blancs et nuls     | 1 110        | 1,84         | 1 819       | 3,02        |  |
| Exprimés       | Exprimés               | Exprimés           | 59 131       | 98,16        | 58 335      | 96,98       |  |
| Source :       |                        |                    |              |              |             |             |  |

#### Troisième circonscription (Lamballe - Loudéac)
| Candidat       | Candidat                  | Parti          | Premier tour | Premier tour | Second tour | Second tour |  |
| Candidat       | Candidat                  | Parti          | Voix         | %            | Voix        | %           |  |
| -------------- | ------------------------- | -------------- | ------------ | ------------ | ----------- | ----------- |  |
|                | Marc Le Fur sortant réélu | UMP            | 27 183       | 46,64        | 32 436      | 54,28       |  |
|                | Loïc Cauret               | PS             | 22 068       | 37,86        | 27 324      | 45,72       |  |
|                | Pierre-Marie Launay       | RBM (FN)       | 3 261        | 5,60         |             |             |  |
|                | Christiane Chombeau       | FG (PG) (PCF)  | 2 302        | 3,95         |             |             |  |
|                | René Louail               | EÉLV           | 2 067        | 3,55         |             |             |  |
|                | Isabelle-Anne Rio         | CpF (MoDem)    | 580          | 1,00         |             |             |  |
|                | Martial Collet            | LO             | 291          | 0,50         |             |             |  |
|                | Marie Pécheul             | JB             | 274          | 0,47         |             |             |  |
|                | Gwendoline Lions          | NPA            | 258          | 0,44         |             |             |  |
|                |                           |                |              |              |             |             |  |
| Inscrits       | Inscrits                  | Inscrits       | 86 365       | 100,00       | 86 353      | 100,00      |  |
| Abstentions    | Abstentions               | Abstentions    | 27 419       | 31,75        | 25 582      | 29,62       |  |
| Votants        | Votants                   | Votants        | 58 946       | 68,25        | 60 771      | 70,38       |  |
| Blancs et nuls | Blancs et nuls            | Blancs et nuls | 662          | 1,12         | 1 011       | 1,66        |  |
| Exprimés       | Exprimés                  | Exprimés       | 58 284       | 98,88        | 59 760      | 98,34       |  |

#### Quatrième circonscription (Guingamp)
| Candidat       | Candidat              | Parti                    | Premier tour | Premier tour | Second tour | Second tour |  |
| Candidat       | Candidat              | Parti                    | Voix         | %            | Voix        | %           |  |
| -------------- | --------------------- | ------------------------ | ------------ | ------------ | ----------- | ----------- |  |
|                | Annie Le Houérou élue | diss. PS                 | 16 312       | 32,02        | 32 487      | 68,52       |  |
|                | Valérie Garcia        | UMP                      | 9 313        | 18,28        | 14 926      | 31,48       |  |
|                | Gérard Lahellec       | FG (PCF) (Divers gauche) | 8 457        | 16,60        |             |             |  |
|                | Michel Balbot         | EÉLV (PS)                | 6 327        | 12,42        |             |             |  |
|                | Pierre Salliou        | CpF (MoDem)              | 4 791        | 9,41         |             |             |  |
|                | Catherine Blein       | RBM (FN)                 | 3 676        | 7,22         |             |             |  |
|                | Maïwenn Salomon       | BPSB                     | 711          | 1,40         |             |             |  |
|                | Marine Voisin         | ÉI                       | 491          | 0,96         |             |             |  |
|                | Marie-Pierre Menguy   | LO                       | 359          | 0,70         |             |             |  |
|                | Thierry Richard       | PEC                      | 254          | 0,50         |             |             |  |
|                | Isabelle Montillet    | MPF                      | 248          | 0,49         |             |             |  |
|                |                       |                          |              |              |             |             |  |
| Inscrits       | Inscrits              | Inscrits                 | 79 622       | 100,00       | 79 632      | 100,00      |  |
| Abstentions    | Abstentions           | Abstentions              | 27 831       | 34,95        | 29 646      | 37,23       |  |
| Votants        | Votants               | Votants                  | 51 791       | 65,05        | 49 986      | 62,77       |  |
| Blancs et nuls | Blancs et nuls        | Blancs et nuls           | 852          | 1,65         | 2 573       | 5,15        |  |
| Exprimés       | Exprimés              | Exprimés                 | 50 939       | 98,35        | 47 413      | 94,85       |  |

#### Cinquième circonscription (Lannion - Paimpol)
| Candidat       | Candidat                      | Parti          | Premier tour | Premier tour | Second tour | Second tour |  |
| Candidat       | Candidat                      | Parti          | Voix         | %            | Voix        | %           |  |
| -------------- | ----------------------------- | -------------- | ------------ | ------------ | ----------- | ----------- |  |
|                | Corinne Erhel sortante réélue | PS             | 29 465       | 46,19        | 39 319      | 63,97       |  |
|                | Xavier Lec'hvien              | UMP            | 16 610       | 26,04        | 22 142      | 36,03       |  |
|                | Jeanne-Marie Fernagut         | RBM (FN)       | 6 126        | 9,60         |             |             |  |
|                | Claudine Féjean               | FG (PCF)       | 4 986        | 7,82         |             |             |  |
|                | Marie-Pascale Martin          | EÉLV           | 3 750        | 5,88         |             |             |  |
|                | Philippe Coulau               | UDB            | 1 388        | 2,18         |             |             |  |
|                | Katell Rivoal                 | NPA            | 426          | 0,67         |             |             |  |
|                | Claude Guillemain             | JB             | 419          | 0,66         |             |             |  |
|                | Yann Guéguen                  | LO             | 373          | 0,58         |             |             |  |
|                | Denis Moulin                  | POI            | 252          | 0,40         |             |             |  |
|                |                               |                |              |              |             |             |  |
| Inscrits       | Inscrits                      | Inscrits       | 102 353      | 100,00       | 102 336     | 100,00      |  |
| Abstentions    | Abstentions                   | Abstentions    | 37 410       | 36,55        | 38 957      | 38,07       |  |
| Votants        | Votants                       | Votants        | 64 943       | 63,45        | 63 379      | 61,93       |  |
| Blancs et nuls | Blancs et nuls                | Blancs et nuls | 1 148        | 1,77         | 1 918       | 3,03        |  |
| Exprimés       | Exprimés                      | Exprimés       | 63 795       | 98,23        | 61 461      | 96,97       |  |

## Résultats de la présidentielle dans les circonscriptions
| Circonscriptions | François Hollande | Nicolas Sarkozy | Député(e)         |
| ---------------- | ----------------- | --------------- | ----------------- |
| 1re              | 61,37 %           | 38,63 %         | Danielle Bousquet |
| 2e               | 54,75 %           | 45,25 %         | Jean Gaubert      |
| 3e               | 55,71 %           | 44,29 %         | Marc Le Fur       |
| 4e               | 65,70 %           | 34,30 %         | Marie-Renée Oget  |
| 5e               | 59,32 %           | 40,68 %         | Corinne Erhel     |